# Joe Ford
Joe Ford (* 8. Mai 1947 in Buffalo; † 25. Mai 2025) war ein US-amerikanischer Jazzmusiker (Saxophon, Flöte, Komposition).

## Leben und Wirken
Ford spielte in seiner Schulzeit im Quartett mit Charles Gayle und dem Schlagzeuger Nasar Abadey. 1968 graduierte er an der Central State University, Ohio, um dann bis 1975 an öffentlichen Schulen in Buffalo zu lehren. Als Co-Leader mit dem Tenorsaxophonisten Paul Gresham und Nasar Abadey gründete er daneben die Formation Birthright, mit der die beiden Alben Free Spirits und Breath of Life entstanden. Auf die Einladung hin, Mitglied des McCoy-Tyner-Quartetts zu werden, zog Ford 1975 nach New York City, von wo aus er dann  arbeitete.
Ab Mitte der 1970er Jahre wirkte Ford bei Tyners Alben Focal Point (1976), Uptown/Downtown (1988) und The Turning Point (1990) mit. Er arbeitete auch mit Ed Cherry, Freddy Cole, Charles Fambrough, Jerry Gonzalez (Earthdance, 1990), Abdullah Ibrahim, Steve Berrios, Saheb Sarbib, Todd Barkan, Malachi Thompson (The Jaz Life, 1991) und Larry Willis (Blue Fable, 2007). 1993 legte er unter eigenem Namen sein Debütalbum Today’s Night vor, bei dem neben Fambrough Jeff Tain Watts und Kenny Kirkland mitwirkten; es blieb das einzige Album unter seinem Namen. 2019 gehörte er dem Michael Cochrane Quartett und dem Josh Evans Quintet an. Im Bereich des Jazz war er laut Tom Lord zwischen 1974 und 2019 an 110 Aufnahmesessions beteiligt.
In seinem Spiel auf dem Alt- und Sopransaxophon war Ford vor allem von Jackie McLean, John Coltrane und Wayne Shorter beeinflusst. Ford komponierte den Soundtrack zu der Krimiserie New York Undercover.

## Lexikalischer Eintrag
- Richard Cook, Brian Morton: The Penguin Guide to Jazz Recordings. 8. Auflage. Penguin, London 2006, ISBN 0-14-102327-9.